# Гайденко, Павел Иванович
Па́вел Ива́нович Гайде́нко (род. 15 марта 1971, пос. Безлюдовка, Харьковского района, Харьковской области, СССР) — российский историк, профессор Московского государственного лингвистического университета, Московского государственного технического университета им. Н. Э. Баумана. Доктор исторических наук (2011). Крупный историк Русской Церкви домонгольского периода.

## Биография
В 1988 году окончил Киевское суворовское военное училище.
В 1992 годах окончил с отличием Сумское высшее артиллерийское командное училище имени М. В. Фрунзе.
Окончил Казанскую духовную семинарию. С 2000 по 2005 год — проректор Казанской духовной семинарии.
Священник Русской Православной Церкви (за штатом).
В мае 2005 году защитил кандидатскую диссертацию по отечественной истории на кафедре Истории России до XX века Казанского государственного университета на тему «Место Киевского митрополита в системе политических отношений Киевской Руси: 988—1037 гг.».
С 2005 по 2019 год преподаватель, доцент, затем профессор кафедры истории и культурологи Казанского государственного архитектурно-строительного университета.
В 2011 году в Уральском федеральном университете защитил диссертацию на соискание степени доктора исторических наук по теме: «Становление высшего церковного управления Киевской Руси».
С 2009 по 2019 год профессор кафедры гуманитарных дисциплин Казанского национального исследовательского технологического университета.
C 2019 по 2020 год работал заведующим архивом Института украинской археографии и источниковедения имени М. С. Грушевского НАН Украины.
12 марта 2020 года награжден орденом Украинской Православной Церкви Преподобного Нестора Летописца II степени.
С 2020 года профессор кафедры исторических наук и архивоведения Московского государственного лингвистического университета. Руководит историческим студенческим кружком «Феномен российской цивилизации».
С 2021 года профессор кафедры истории России Московского государственного технического университета им. Н. Э. Баумана.
Действительный член Барсовского общества (Общества изучения церковного права имени Т. В. Барсова Санкт-Петербургской Духовной Академии).
13 декабря 2021 года награжден медалью св. ап. и евангелиста Иоанна Богослова III степени Санкт-Петербургской Духовной Академии Русской Православной Церкви.

## Научные публикации
Автор более 180  научных статей и 10 монографий.
Избранная библиография опубликована в № 3 журнала «Палеоросия» за 2021 год.
Основатель альманаха «Древняя Русь во времени, в личностях, в идеях». После преобразования его в научный журнал Санкт-Петербургской Духовной Академии «Палеоросия. Древняя Русь: во времени, в личностях, в идеях» - председатель Редакционного совета журнала и член редколлегии.
Член редакционной коллегии журнала «Вестник Московского государственного лингвистического университета. Общественные науки».
Член редакционного совета журнала «Богослов» Московской Духовной Академии.